# Herut
Herut (em hebraico:  חרות, Liberdade) foi o maior partido político de direita em Israel, desde a década de 1940 até a sua fusão formal, que resultou na fundação do Likud, em 1973. O Herut era adepto do  Sionista Revisionista.

## Resultados eleitorais

### Eleições legislativas
| Data | Votos   | %          | +/-   | Deputados | +/-     | Status   |
| ---- | ------- | ---------- | ----- | --------- | ------- | -------- |
| 1949 | 49 782  | 11,5 (4.º) |       | 14 / 120  |         | Oposição |
| 1951 | 45 651  | 6,6 (5.º)  | 4,9   | 8 / 120   | 6       | Oposição |
| 1955 | 107 190 | 12,6 (2.º) | 6,0   | 15 / 120  | 7       | Oposição |
| 1959 | 130 515 | 13,5 (2.º) | 0,9   | 17 / 120  | 2       | Oposição |
| 1961 | 138 599 | 13,8 (2.º) | 0,3   | 17 / 120  | Estável | Oposição |
| 1965 | Gahal   | Gahal      | Gahal | Gahal     | Gahal   | Oposição |
| 1969 | Gahal   | Gahal      | Gahal | Gahal     | Gahal   | Oposição |
| 1973 | Likud   | Likud      | Likud | Likud     | Likud   | Oposição |
| 1977 | Likud   | Likud      | Likud | Likud     | Likud   | Governo  |
| 1981 | Likud   | Likud      | Likud | Likud     | Likud   | Governo  |
| 1984 | Likud   | Likud      | Likud | Likud     | Likud   | Governo  |
| 1988 | Likud   | Likud      | Likud | Likud     | Likud   | Governo  |